# 치퉁향

치퉁 향의 위치

치퉁향(한국어: 자동향, 중국어: 莿桐鄉, 병음: Cìtóng Xiāng)은 중화민국 윈린 현의 향이다. 넓이는 50.8502km2이고, 인구는 2015년 8월 기준으로 29,308명이다.

## 역사
청대 이전에는 자동나무(刺桐)가 우거진 황무지였기 때문에 예전에는 자동항(莿桐巷)으로 불렸다. 《제라현지(諸羅県志)》에는 타마진피(打馬辰陂)라는 기재가 있다. 즉 후웨이시(虎尾渓)의 지류로부터 물을 빼 자동, 요평조(饒平厝)부터 서라(西螺) 일대를 관개한 것을 나타내 보이는 기사이다. 이로부터 강희 연간에는 상당한 개간지가 만들어져 있었음을 알 수 있다. 건륭 연간에는 복건의 진(真), 장(張), 왕(王)씨의 사람들이 수자각, 정마원, 호자내 등을 개척했고 1887년에 운림현이 성립하면서 자동, 해사리, 신장(新莊), 번자, 감조는 서라보에 속하게 되었고 신장(新庄), 호자내, 정마원, 후포, 수자각, 대포미, 유차는 계주보에 속하게 되었다. 일본 통치 시대에 들어간 1897년에 현(縣)제가 실시되는 지역은 계주청, 서라보, 수자각구에 귀속되었다. 이 시대에 일본 정부에 의해 종관 도로가 건설됨에 따라 경제활동이 활발해져 1920년에는 다이난 주 도로쿠 군 시도 장으로 개편되었다. 2차 대전 후인 1946년, 타이난 현 치퉁 향으로 고쳐졌고 1950년 10월의 지방 행정구 개혁으로 윈린 현 치퉁 향으로 개편되어 현재에 이르고 있다.